# Résolution 127 du Conseil de sécurité des Nations unies
Membres permanents
- Chine (Taïwan)
- États-Unis
- France
- Royaume-Uni
- URSS

Membres non permanents
- Canada
- Colombie
- Iraq
- Japon
- Panama
- Suède

Résolution no 126 Résolution no 128
La résolution 127 du Conseil de sécurité des Nations unies est une résolution du Conseil de sécurité des Nations unies adoptée le 22 janvier 1958.
Cette résolution, la première de l'année 1958, relative à la question de la Palestine, rappelant que le 6 septembre 1957 la plainte du Royaume hachémite de Jordanie concernant des activités d'Israël a été examinée, vu le rapport du chef d'état-major par intérim en date du 23 septembre 1957, notant que ni Israël ni la Jordanie ne jouissent de la souveraineté sur la zone, animée du désir de diminuer la tension et d'éviter de nouveaux incidents,
- charge le chef d'état-major de l'organisme des Nations unies chargé de la surveillance de la trêve en Palestine,
- charge le chef d'état-major d'examiner les cadastres pour déterminer les droits sur les terrains en question,
- fait siennes les recommandations du chef d'état-major par intérim :
  - les parties discutent des activités civiles dans la zone,
  - suspendre les activités telles que celles entreprises par Israël le 21 juillet 1957,
  - terminer les échanges de vues dans un délai de deux mois,
  - informer le Conseil de sécurité des résultats des échanges de vues;
- invite les parties à la convention d'armistice israëlo-jordanienne à collaborer en vue de la mise en application de ces recommandations,
- invite les parties à la convention d'armistice israëlo-jordanienne de faire en sorte d'interdire aux forces armées de franchir la ligne de démarcation,
- prie le chef d'état-major de faire rapport sur l'application de la présente résolution.

La résolution a été adoptée à l'unanimité.

## Texte
- Résolution 127 sur fr.wikisource.org
- Résolution 127 sur en.wikisource.org